# انتخابات ریاست جمهوری اسلواکی ۲۰۱۹
انتخابات ریاست جمهوری اسلواکی ۲۰۱۹ (انگلیسی: 2019 Slovak presidential election) در ۱۶ مارس ۲۰۱۹ برگزار گردید و مرحله دوم آن در ۳۰ مارس برگزار شد. زوزانا چاپوتووا از حزب ترقیخواه اسلواکی با شکست رقیب مستقل خود Maroš Šefčovič به ریاست جمهوری اسلواکی رسید.